# Valerie Hunter Gordon
Valerie Hunter Gordon (nascuda com Valerie Ziani de Ferranti; 7 de desembre de 1921 – 16 d'octubre de 2016) va ser l'inventora anglesa del PADDI, considerat el primer bolquer, i el Nikini, la primera compresa.

## Biografia
Valerie Hunter Gordon era neta de l'inventor Sebastian Ziani de Ferranti, el fundador de l'empresa d'enginyeria elèctrica britànica Ferranti, i familiar llunyana del guitarrista clàssic italià i compositor Marco Aurelio Zani de Ferranti i de la germana de Basil de Ferranti. La seva àvia per part de mare, Juliana Scott, era pianista.
Valerie es va casar amb l'enginyer Patrick Hunter Gordon. Ella va morir el 19 d'octubre de 2016 a l'edat de 94 anys i va tenir una família àmplia amb sis fills, 19 nets i 16 besnets.

## El primer bolquer
El 1947, després de néixer el seu tercer nen, la Valerie Hunter Gordon va començar a desenvolupar un producte per evitar haver de dedicar tant de temps i recursos per rentar, assecar i planxar el tradicional drap. "Simplement vaig dir que no els volia tornar a rentar," va explicar. "Era un treball terrible." Valerie va crear els primers bolquers amb un sistema de dues parts consistent en  li va crear nappies cantar un sistema de dues parts que consisteix en un coixinet biodegradable d'un sol ús fet amb cel·lulosa i cobert amb llana de cotó, dins una peça impermeable ajustable (el PADDI) amb botons de pressió perquè no caigui.
En un principi va utilitzar vells paracaigudes per fer la peça impermeable, i per això es veien lletres de paracaigudes en les primeres versions. Va experimentar una gran demanda per part dels seus amics, i particularment d'altres mares de l'exèrcit. Al principi, els fabricants van ser incapaços de veure les possibilitats comercials d'aquests bolquers i la Valerie va fer més de 400 bolquers PADDI amb la seva màquina de cosir que tenia a la taula de la cuina. Els va vendre per 5 xílings cadascun. Més tard va utilitzar PVC per fer la peça impermeable.
Valerie va sol·licitar la patent l'abril del 1948, i se li va concedir per la peça exterior impermeable l'octubre del 1949, però no pel coixinet biodegradable que s'inseria. Va buscar ajuda en diverses empreses per fer el producte en una escala més gran sense tenir èxit. Va ser després d'una reunió entre el pare de Valerie, Vincent Ziani de Ferranti, i Robert Robinson, en un sopar a la Royal Society quan va signar un contracte amb Robinson & Sons of Chesterfield el 8 de novembre de 1949.
El 1950, la farmacèutica Boots va acordar vendre PADDI amb totes les seves branques. El 1951 la patent de PADDI va ser concedida pels Estats Units i tot el món. El PADDI es va mostrar a l'Exposició Mothercraft de Westminster el 1950, i a l'Exposició Ideal Home el 1952. La BBC va presentar la invenció com un dels sis productes més interessants a la mostra, després que es s'haguessin venut 750,000 paquets de bolquers aquell any. Poc després tant Playtex com moltes altres grans empreses internacionals van intentar sense èxit comprar l'empresa Robinson & Sons. Les vendes de PADDI van assolir els 6 milions elr 1960, i el producte va ser molt exitós durant molts anys fins que va arribar un nou bolquer de l'empresa Pamper d'una sola peça, amb un plàstic no biodegradable que es llançava juntament amb la resta, un producte que ha estat criticat per grups mediambientals com insostenible.

## La primera compresa
Després de l'èxit del PADDI, Valerie va tenir tres fills més i es va traslladar a viure a Beauly quan el seu marit escocès Patrick Hunter Gordon va posar el seu pare Samuel Hunter Gordon dins el negoci d'enginyeria familiar Al Welders d'Inverness. Des d'allà va anar moltes vegades al poble de Robinson, on va desenvolupar el disseny de PADDI i altres productes. També va crear el sistema Nikini de tovallola sanitària per dones, que es pot considerar la primera tovallola sanitària moderna del món, o la primera compresa. A Valerie li sorprengué que aquest producte li generés més beneficis que els bolquers, tanmateix va dir que “probablement hi ha més dones que tenen la menstruació que criatures incontinents".